# 林蓉子
林 蓉子（はやし ようこ、女性、1983年12月23日 - ）は、日本の元バレーボール選手、現指導者。Vプレミアリーグのパイオニアレッドウィングスに所属していた。

## 来歴
徳島県板野郡松茂町出身。母親がママさんバレーをしていた影響で小学4年よりバレーボールを始める。
九州文化学園では、ウイングスパイカーとして春高バレーなどで活躍した。筑波大学に進学し、卒業後三洋電機レッドソアに入団。2008年より同チームの主将を務めた。
2011年5月、三洋電機を退団し、同年6月パイオニアレッドウィングスに移籍した。2012年6月より1年間同チームの主将を務めた。
2014年5月にパイオニアレッドウィングスが廃部となり、現役を引退した。
2015年から四国学院大学香川西高等学校保健体育科教諭として勤務し、バレーボール部監督を務めている。

## 所属チーム
- 松茂小（松茂JVC）
- 松茂中
- 九州文化学園高等学校（1999-2002年）
- 筑波大学（2002-2006年）
- 三洋電機レッドソア（2006-2011年）
- パイオニアレッドウィングス（2011-2014年）

## 個人成績
パイオニア在籍中のVプレミアリーグレギュラーラウンドにおける個人成績は下記の通り。
| シーズン | 所属       | 出場 | 出場   | アタック | アタック | アタック | アタック | ブロック | ブロック | サーブ | サーブ | サーブ | サーブ | レセプション | レセプション | 総得点 | 備考 |
| -------- | ---------- | ---- | ------ | -------- | -------- | -------- | -------- | -------- | -------- | ------ | ------ | ------ | ------ | ------------ | ------------ | ------ | ---- |
| シーズン | 所属       | 試合 | セット | 打数     | 得点     | 決定率   | 効果率   | 決定     | /set     | 打数   | エース | 得点率 | 効果率 | 受数         | 成功率       | 総得点 | 備考 |
| 2012/13  | パイオニア | 28   | 34     | 0        | 0        | 0.0%     | %        | 0        | 0.00     | 22     | 0      | 0.00%  | 5.7%   | 54           | 70.4%        | 0      |      |
| 2013/14  | パイオニア | 28   | 39     | 0        | 0        | 0.0%     | %        | 0        | 0.00     | 57     | 3      | 5.26%  | 11.9%  | 37           | 56.8%        | 3      |      |
| 通算     | 通算       | 56   | 73     | 0        | 0        | 0.0%     | %        | 0        | 0.00     | 79     | 3      | 3.80%  | 10.2%  | 91           | 64.8%        | 3      |      |